# Ouddorp
Ouddorp (niederländisch [ˈautdɔrp]; deutsch Altes Dorf) ist ein auf der Insel Goeree-Overflakkee gelegener Ort in der niederländischen Provinz Südholland (niederländisch Zuid-Holland). Politisch bildete er bis 1966 eine selbständige Gemeinde, danach gehörte er zur Gemeinde Goedereede. Seit dem 1. Januar 2013 gehört er zur Gemeinde Goeree-Overflakkee. Ouddorp hat ungefähr 6.300 Einwohner und befindet sich ca. zwanzig Kilometer nördlich von Renesse. Im Zentrum befindet sich die gotische Dorfkirche Sint Maarten. Viele Einwohner von Ouddorp sind Mitglied der Wiederhergestellten Reformierten Kirche.

## Tourismus
Viele niederländische und deutsche Touristen besuchen den Ort aufgrund seiner Lage am Meer. Hervorzuheben ist hier insbesondere der Ferienpark Port Zélande der niederländischen Kette Center Parcs, der sich am Brouwersdam, einem Teil der Deltawerke, befindet. Außerdem ist Ouddorp ein beliebter Ort für Windsurfer geworden, die sich an der circa zwei Kilometer vorgelagerten Sandbank in den bis zu drei Meter hohen und sauber brechenden Wellen tummeln. Ein Treffpunkt für Strandbuggyfahrer ist der Strandabschnitt vor dem Leuchtturm Westhoofd (niederländisch: Vuurtoren Westhoofd), der für diese Sportart reserviert ist. Sowohl Bungalowparks und private Ferienhäuser als auch mehrere Campingplätze (teilweise mit großem Dauer-Camper-Anteil) bieten Unterkünfte. Übernachtungen in Fahrzeugen, Zelten etc. außerhalb der Campingplätze und Bungalowparks sind in der gesamten Region verboten.

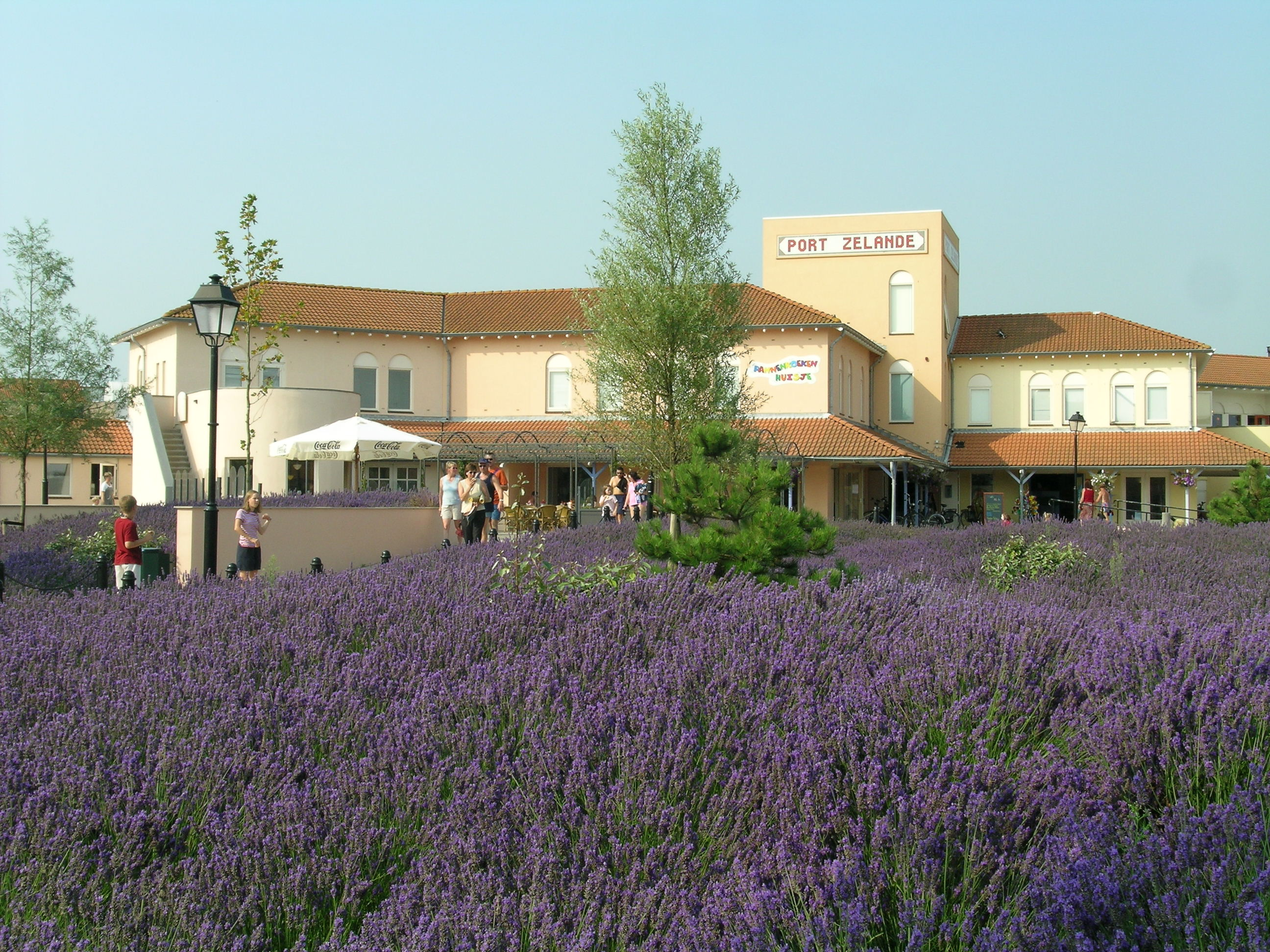
Port Zélande am Brouwersdam
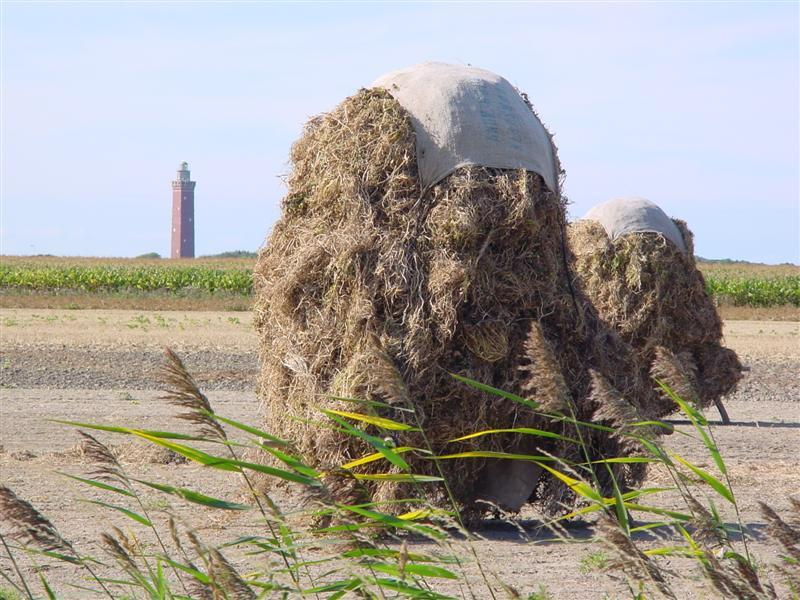
Typische Landschaft bei Ouddorp mit Leuchtturm und Gras zum Trocknen
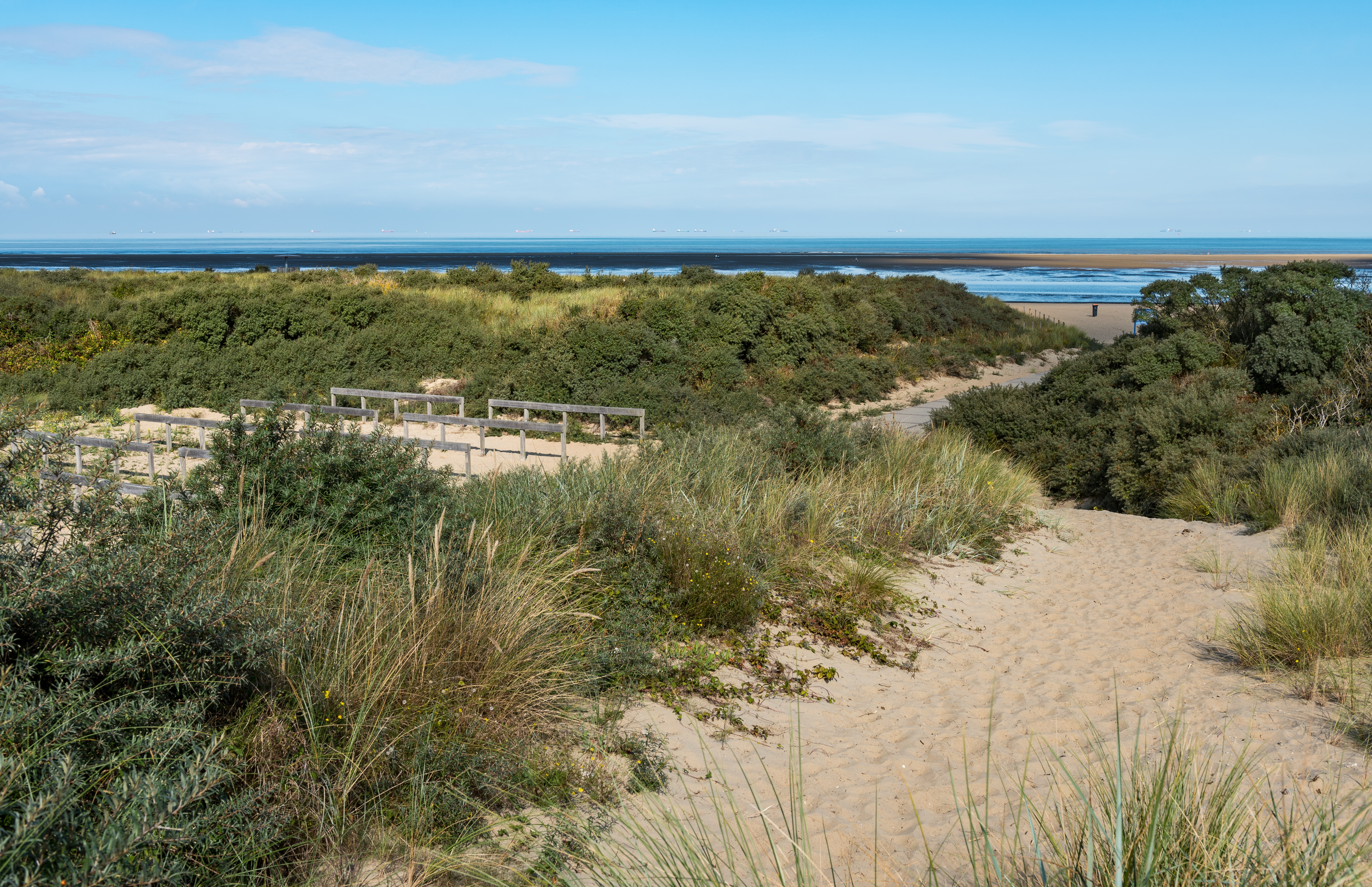
Dünen am Strand von Ouddorp
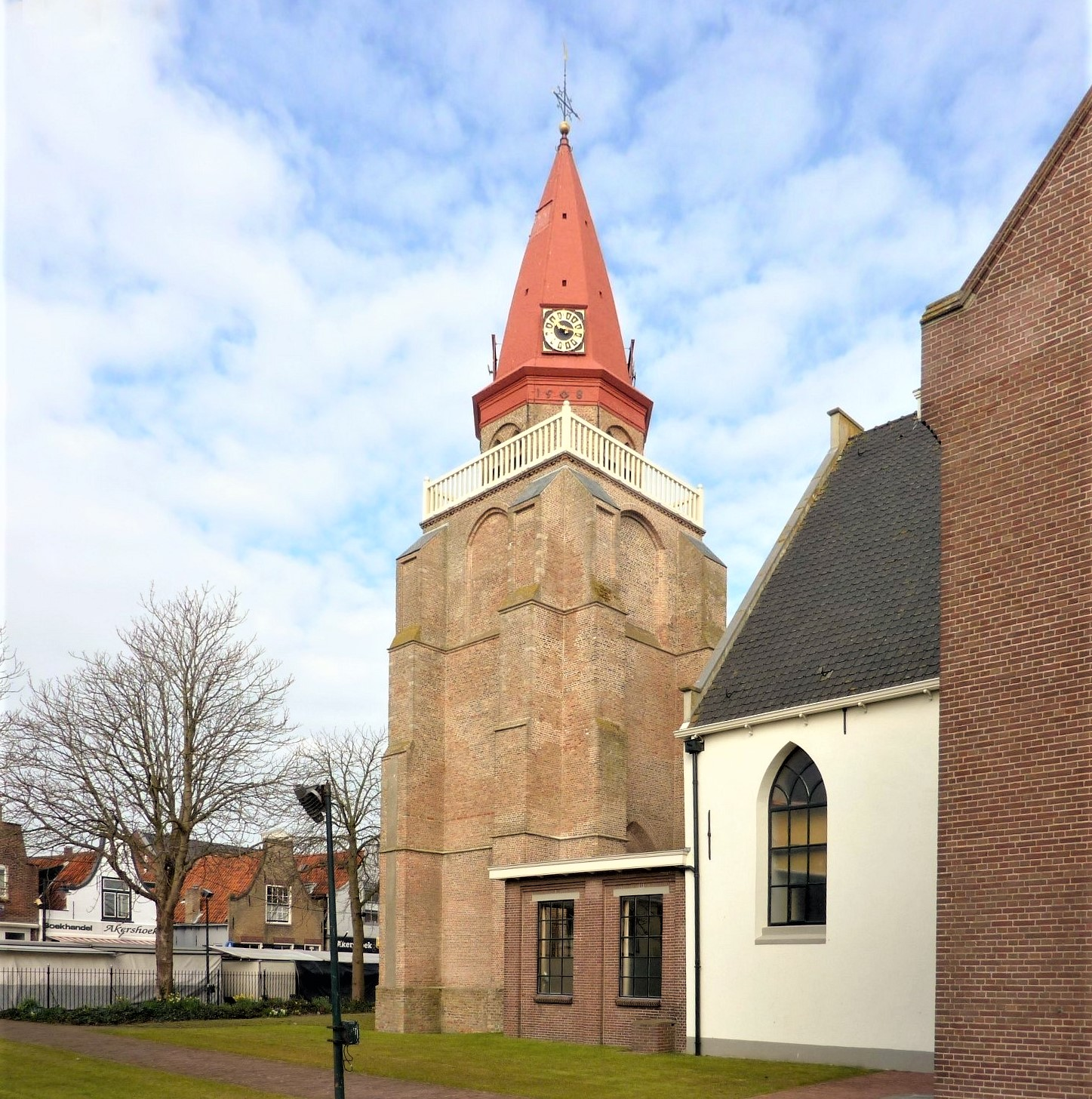
Turm der Dorfkirche (Dorpskerk) im Stadtzentrum von Ouddorp
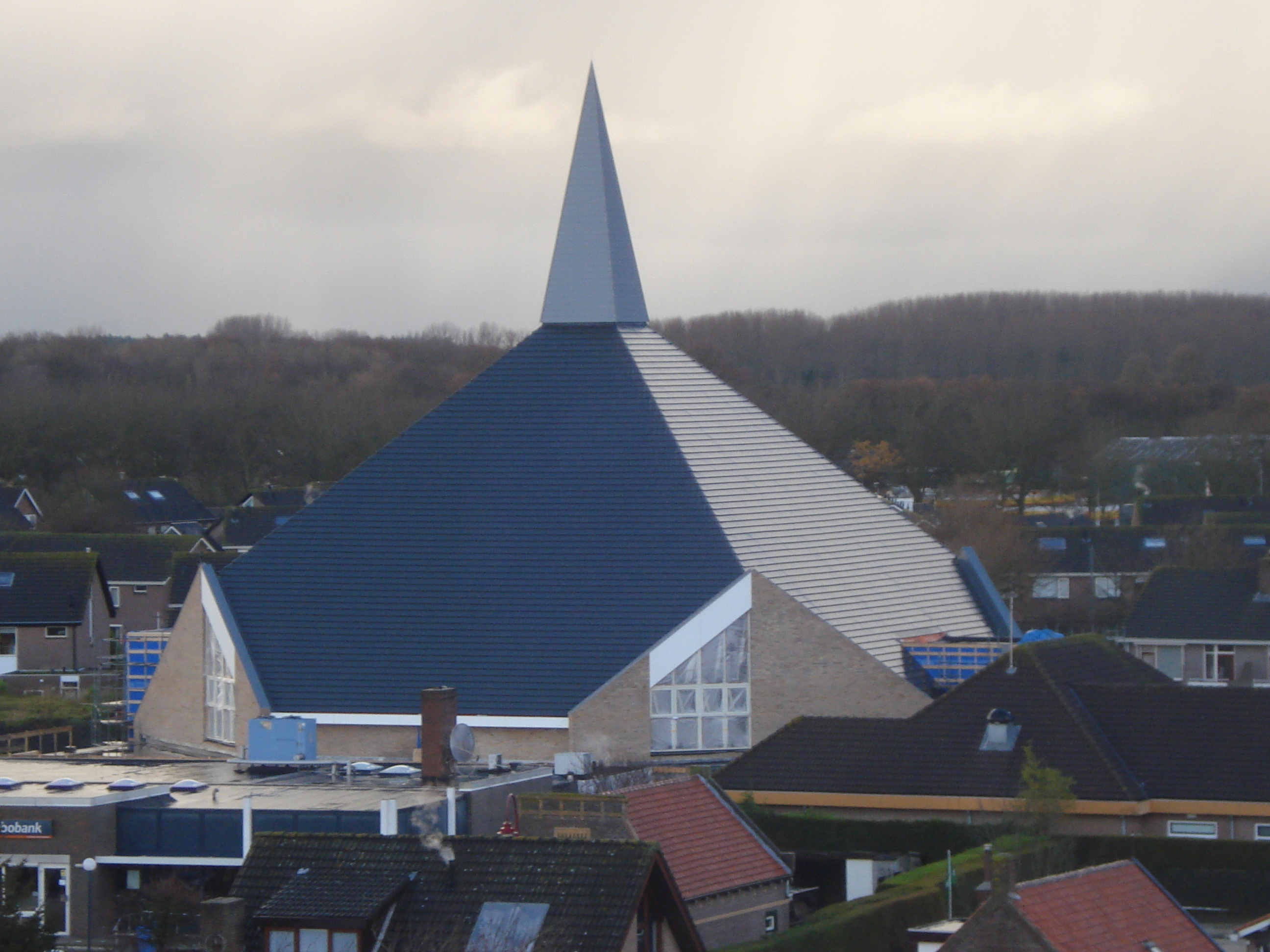
Neue Wiederhergestellte Reformierte Kirche